# キース・ローマー
キース・ローマー（John Keith Laumer、1925年6月9日 - 1993年1月23日）は、アメリカ合衆国のSF作家。

## 略歴
ニューヨーク州生まれ。イリノイ大学卒。第二次大戦では陸軍、朝鮮戦争では空軍に勤めた。外交官の経験もある。
兄のマーチ・ローマー（March Laumer, 1923 - 2000）も作家で、「オズ」シリーズを大人向けに再解釈した作品群で知られる。

## 作家としての経歴
1959年、「アメージング・ストーリーズ」誌から中編"Greylorn"でデビュー。軽妙かつ娯楽的な作風の多作家として知られる。
アメリカでは、Bolo というシリーズとスペース・オペラ「レティーフ (en)」シリーズが代表作とされている。前者は数世紀に渡る異星人との戦闘で徐々に改良され、最終的に自意識を持つに至った戦車を描いたものである。後者は宇宙をまたにかけた外交官の冒険を描いたものである。こちらは外交官として働いていた経験が影響している。
他に、『前世再生機』や『多元宇宙SOS』に代表されるようなタイムトラベルと歴史改変を扱った若干シリアスな冒険ものがある。
ヒューゴー賞やネビュラ賞にノミネートされたことはあるが、受賞はしていない。
作家としての最盛期だったのは1959年から1971年までで、彼の小説は次の2つのパターンのものが多かった。
- 矢継ぎ早の展開で、時空をかけめぐる冒険が繰り広げられる。主人公は一匹狼で超人的潜在能力があり、途中で能力に覚醒する。
- 派手なコメディ。バリエーションが豊富。

1971年、ローマーは脳梗塞に倒れた。このため数年間全く書けなくなる。チャールズ・プラットとのインタビューで、ローマーは医師の診断を受け入れることを拒んだと述べている。ローマーは全く異なる解釈でかなり苦痛を伴う治療を行った。1970年代前半は全く書けなかったが、それまでに書いていたものが出版され続けた。
1970年代中ごろには脳梗塞からやや回復し、執筆を再開した。しかし作品の質は落ち、作家としての評価も落ちていった。以前の作品の登場人物やプロットを再利用した作品も書いたが、一部評論家からは新しさが感じられないと酷評された。

## 模型飛行機
模型飛行機のマニアとしても有名で、1956年から1962年までアメリカやイギリスの模型飛行機雑誌数誌に模型の設計図を発表していた。1960年には How to Design and Build Flying Models という本を出版している。1964年の小説『タイム・マシン大騒動』には主人公が模型飛行機のマニアである描写がある。

## 作品リスト
日本語訳された長編のみを挙げた。他に、短編もいくつか訳されている（外部リンク参照）。
- 『多元宇宙の帝国』（Worlds of the Imperium (1962) 、矢野徹訳、ハヤカワ文庫SF) 1978.5 - Imperium（日本語版はシリーズ名なし）
- 『タイム・マシン大騒動』（The Great Time Machine Hoax (1964) 、平井イサク訳、ハヤカワSFシリーズ) 1967.8
- 『インベーダー』（The Invaders (1967) 、平井イサク訳、ハヤカワSFシリーズ） 1968.1 - 「インベーダー」シリーズ[3]
- 『インベーダー2 / 宇宙からの侵入者』（Enemies from Beyond  (1967)、川村哲郎訳、ハヤカワSFシリーズ） 1968.7 - 「インベーダー」シリーズ[3]
- 『前世再生機』（A Trace of Memory (1963) 、岡部宏之訳、ハヤカワ文庫SF） 1971.5
- 『多元宇宙SOS』（The Other Side of Time (1965) 、矢野徹訳、ハヤカワ文庫SF) 1971.7 - Imperium
- 『銀河のさすらいびと』（Galactic Odyssey (1967) 、伊藤典夫訳、ハヤカワ文庫SF) 1974.1、のち再刊 2005.8　ISBN 4-15-011527-3
- 『多元宇宙の王子』（The Time Bender (1966) 、矢野徹訳、ハヤカワ文庫SF） 1975.7 - 「混戦次元」シリーズ
- 『混戦次元大騒動』（The World Shuffler (1970)、岡部宏之訳、ハヤカワ文庫SF) 1975.8 - 「混戦次元」シリーズ
- 『優しい侵略者』（The Monitors (1966) 、風見潤訳、ハヤカワ文庫SF) 1976.3
- 『時の罠』（The Time Trap (1970) 、冬川亘訳、ハヤカワ文庫SF) 1978.9
- 『星の秘宝を求めて』（The Star Treasure (1971) 、冬川亘訳、ハヤカワ文庫SF) 1979.10
- 『突撃! かぶと虫部隊』（Retief's War (1966) 、岡部宏之訳、ハヤカワ文庫SF) 1985.12 - 「レティーフ」シリーズ

### 付記
※別著者による「インベーダー」シリーズの3巻、4巻は下記
- 『インベーダー3 / 不死身のインベーダー』（The Halo Highway (1967)、レイフ・バーナード、佐和誠訳、ハヤカワSFシリーズ) 1969.2
- 『インベーダー4 / 三葉虫の夜』（The Night of the Trilobites (1968)、ピーター・レスリー、中桐雅夫訳、ハヤカワSFシリーズ） 1968.9